# Volta a Llombardia 1928
La Volta a Llombardia 1928 fou la 24a edició de la Volta a Llombardia. Aquesta cursa ciclista organitzada per La Gazzetta dello Sport es va disputar el 3 de novembre de 1928 amb sortida i arribada a Milà després d'un recorregut de 248 km.
La competició fou guanyada per tercera vegada per l'italià Gaetano Belloni (Wolsit-Pirelli). La seva anterior victòria fou 10 anys abans, el 1918.
Belloni superà en l'esprint final als seus compatriotes Allegro Grandi (Bianchi-Pirelli) i Pietro Fossati (Maino-Dunlop).
Binda arriba segon però és desclassificat per canviar una roda sense motiu.

## Classificació general
|   | Ciclista            | Equip           | Temps      |
| - | ------------------- | --------------- | ---------- |
| 1 | Gaetano Belloni     | Wolsit-Pirelli  | 8h 59' 00" |
| 2 | Allegro Grandi      | Bianchi-Pirelli | m. t.      |
| 3 | Pietro Fossati      | Maino-Dunlop    | m. t.      |
| 4 | Ambrogio Beretta    | Legnano-Torpedo | m. t.      |
| 5 | Alessandro Catalani | Wolsit-Pirelli  | + 1' 10"   |
| 6 | Leonida Frascarelli | Individual      | + 2' 05"   |
| 7 | Mario Bianchi       | Individual      | + 6' 00"   |
| 8 | Alfonso Piccin      | Bianchi-Pirelli | m. t.      |
| 9 | Angelo Rinaldi      | Maino-Dunlop    | + 11' 00"  |
| 9 | Francesco Oliveri   | Individual      | m. t.      |